# 李资平
李资平(1910年5月—2004年9月4日)，广东台山人，中国人民解放军将领、中国人民解放军开国少将。
1926年参加北伐战争，1933年参加红军，1935年加入中国共产党。曾任中国人民解放军沈阳军区后勤部副部长。1955年，授予中国人民解放军少将。
2004年9月4日因病于北京逝世，享年94岁。